# Solomon Linda
Solomon Popoli Linda (1909 - 8 de septiembre de 1962),
conocido como Solomon Ntsele o Solomon Linda ("Linda" era el nombre de su clan), fue un compositor y cantante sudafricano que escribió la canción Mbube que, sin pago alguno de derechos de por medio para su autor, se convirtió en un gran éxito musical popular, con el nombre El león duerme esta noche, y creó además un estilo definido como Estilo Mbube, Isicathamiya a capella, popularizado tiempo después por el grupo coral
Ladysmith Black Mambazo.

## Primeros años
Solomon Popoli Linda nació cerca de Pomeroy en la reserva laboral Msinga, Municipalidad de Umzinyathi District en Ladysmith en Natal, en donde estuvo familiarizado con las tradiciones musicales del amahubo e izingoma zomtshado (cantos de bodas). Acudió al Colegio Misionero Gordon Memorial en donde aprendió algunas cosas acerca de la cultura oriental, himnos y concursos corales en los cuales participó.  Influenciado por la nueva música sincopada que fue introducida en Sudáfrica desde los Estados Unidos durante 1880, la incluyó en las canciones Zulú que él y sus amigos interpretaron en bodas y festejos.
Durante 1931, Linda, como muchos jóvenes sudafricanos de aquellos tiempos, dejó su hogar ancestral para encontrar un trabajo en la calle en Johannesburgo, que en aquel entonces era una ciudad en expansión debido a la extracción de oro con una demanda de mano de obra barata. Trabajó en la tienda de muebles Mayi Mayi ubicada en Small Street y cantó en un coro, conocido como Los Pájaros Vesperinos dirigido por sus tíos, Solomon y Amon Madondo. El coro se desintegró años después en 1933
. Solomon encontró empleo en el Hotel Carlton de Johannesburgo y formó un nuevo grupo que retomó el nombre de Los Pájaros Vespertinos, los integrantes fueron:  Solomon Linda (soprano), Gilbert Madondo (alto), Boy Sibiya (tenor), con Gideon Mkhize, Samuel Mlangeni y Owen Sikhakhane. El grupo evolucionó desde interpretaciones en bodas hasta verdaderos concursos corales. La popularidad musical de Linda creció con Los Pájaros Vespertinos, quienes presentaban un número urbano muy sui generis usando trajes de rayas, sombreros de copa y zapatos dandi de dos tonos.

## Mbube

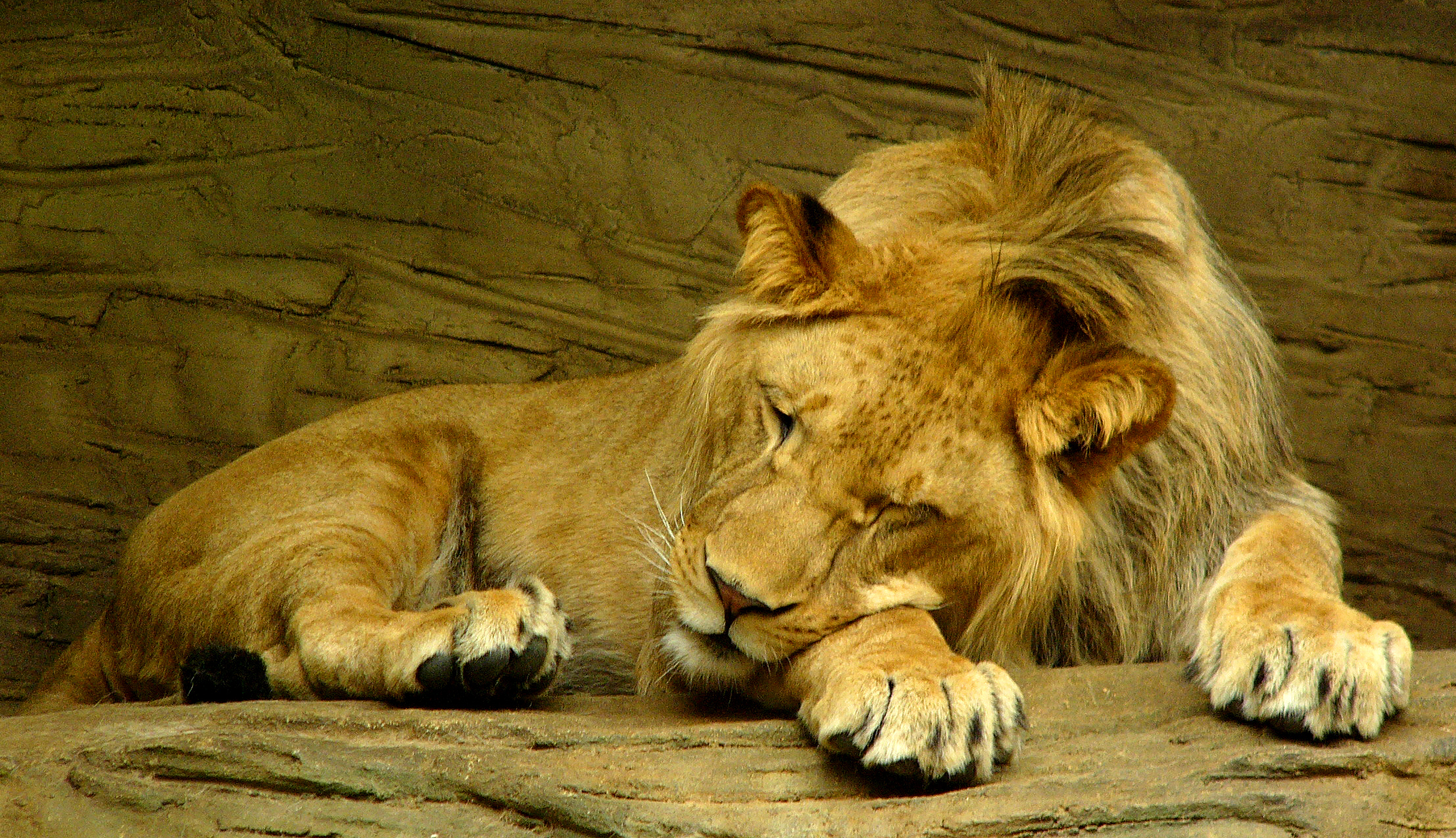
El León Duerme...

Después de que Solomon comenzara a laborar en la planta de Gallo Record Company ubicada en Rooderpoort en 1938 como empacador de discos, Los Evening Birds (Pájaros Vespertinos) fueron audicionados por Griffith Motsieloa buscador de talentos de la compañía. Eric Gallo un inmigrante italiano era dueño de la que en ese tiempo era la única casa grabadora en el África subsahariana. En 1939 durante una sesión de grabación en el estudio, Solomon improvisó la canción Mbube(León). Mbube fue un gran éxito para Solomon Linda y Los Pájaros Vespertinos, y se reporta tuvo ventas de más de 100,000 copias solamente en Sudáfrica hacia 1949. La grabación fue producida por Motsieloa en Los Estudios Gallo localizados en Johannesburgo. Inconscientemente, Linda vendió los derechos a Gallo Record Company por 10 chelines (poco menos de 2 dólares americanos) recién efectuada la grabación. Sin embargo, se argumenta por las leyes británicas en aquel entonces bajo efecto que esos derechos debieron haber sido devueltos a los herederos de Linda 25 años después de su muerte ocurrida en 1962.
Durante 1948 Los Pájaros Vespertinos se desintegraron, y un año después Linda contrajo matrimonio con Regina. A la par del inicio de su familia continuó cantando. Su canción Mbube lo hizo famoso en toda Sudáfrica.
Linda ha sido acreditado como creador de numerosas innovaciones musicales que vinieron a dominar el estilo isicathamia. En lugar de usar una sola voz por parte, Los Pájaros Vespertinos1 usaron un cierto número de cantantes bajos. Introdujo el falsetto en la voz principal la cual incorporaba una textura femenina dentro de una voz masculina. Su grupo fue el primero del que se tuvo conocimiento que usó trajes a rayas para indicar que eran sofisticadamente urbanos. Al mismo tiempo sus cantantes bajos conservaban elementos musicales que indicaban tradición coral.
Algo de la música de Solomon puede ser interpretada como expresión de disentimiento político. Por ejemplo Yetulisgqoko (Quítate el sombrero, Gallo GE 887) recrea el tratamiento recibido por parte de los funcionarios oficiales y termina con las palabras "Sikhalela izwe lakithi"(Lloramos por nuestro pueblo). Tales expresiones fueron ocasionalmente un distintivo de las canciones Mbube. Grupos como Los Alejandrianos fueron asociados con la Unión de Trabajadores Industriales y Comerciales de Johannesburgo

## Alan Lomax
La grabación sudafricana original fue descubierta a principios de la década de los 1950s por el musicólogo, Alan Lomax, quien la dio a su amigo, el músico folk Pete Seeger de The Wavers. Seeger la renombró como Wimoweh (una aproximación fonética al refrán en zulú:uyembube) y fue popularizada por The Weavers, estos grabaron una versión de estudio hacia 1952 la cual se convirtió un éxito dentro de los 20 grandes de Norteamérica, así como una muy influyente versión grabada en el Carnegie Hall durante 1955 y lanzada en 1957. La versión de The Weavers subsecuentemente fue reinterpretada por The Kingston Trio durante 1959.
La versión de The Weavers en el Carnegie fue también la inspiración para la interpretación de 1961 hecha por The Tokens, para quienes fue reescrita de manera extensiva por George David Weiss y renombrada como El león duerme esta noche, esta es la versión más familiar para mucha gente. Sin embargo hay otra de 1961-62 interpretada por el trío de Karl Denver que tuvo mayor éxito en el Reino Unido.

## Muerte
A pesar de la enorme popularidad y amplio uso de su canción, Solomon Linda falleció en la total pobreza durante 1962 a causa de una insuficiencia renal. No fue sino hasta 18 años después que su tumba tuvo una lápida.

## Redescubrimiento
Durante el año 2000, el periodista sudafricano Rian Malan escribió un artículo para la revista Rolling Stone, describiendo la historia de Solomon y estimando que la canción había tenido ganancias por lo menos de 15 millones de dólares, por su uso en El Rey León solamente. Malan y el cineasta sudafricano François Verster cooperaron para hacer un documental televisivo llamado La ruta del león el cual narra la historia de Solomon y fue adaptada a la pantalla por la PBS. Durante el 2004, con el respaldo del gobierno sudafricano y Gallo Records, los descendientes de Linda entablaron una demanda en contra de Walt Disney Company por su uso en la película El Rey León y el espectáculo musical sin el pago de regalías correspondientes.

## Arreglo
Durante febrero del 2006, los herederos de Linda alcanzaron un acuerdo con la empresa Abilene Music, la cual tenía los derechos en todo el mundo y licenció la canción de Disney. Este acuerdo se aplica a los derechos en todo el mundo, no sólo de Sudáfrica, desde 1987. El dinero se destinará a un fideicomiso, que será administrado por SA Music Rights, cuyo director es Nick Motsatsi.
Los resultados primarios de la liquidación del 2006 fueron:

"La Acción estaba prevista para el inicio del juicio de febrero del 2006. Poco antes de la fecha del juicio se alcanzó un acuerdo entre las partes en litigio, así como con Abilene Music Company, el verdadero demandado del litigio, que había concedido una indemnización a la empresa Disney cuando le licenció el uso de "El León Duerme Ésta Noche". El acuerdo, que opera en todo el mundo y en la solución de todos los reclamos, comprende lo siguiente:
- Los herederos de Linda recibirán pagos por el uso pasado de "El León Duerme Ésta Noche" y un derecho a las regalías futuras de su uso en todo el mundo.
- "El León Duerme Ésta Noche" es reconocido como derivado de "Mbube".
- Solomon Linda se reconoce como el compositor de "El León Duerme Ésta Noche" y será designado como tal en el futuro.
- Se establecerá un fideicomiso creado para administrar los derechos de autor de los herederos en "Mbube" y recibirán en su nombre los pagos adeudados por el uso de "El León Duerme Ésta Noche"

--WIPO Magazine"